# 6 Pułk Ułanów (austro-węgierski)
Galicyjski Pułk Ułanów Cesarza Józefa II Nr 6 (Uhl.-Reg. 6, UR. 6) – pułk kawalerii cesarskiej i królewskiej Armii.

## Historia pułku
Pułk kontynuował tradycje Pułku Dragonów pułkownika grafa Hannibala Löwenschild utworzonego w 1688 roku. W 1765 roku oddział został przemianowany na Pułk Szwoleżerów, w 1798 na lekki Pułk Dragonów Nr 1, w 1802 na Pułk Szwoleżerów Nr 1 i w końcu 1 czerwca 1851 na Pułk Ułanów Nr 6. 
Szefem honorowym pułku (niem. Regimentsinhaber) był cesarz Józef II Habsburg.
W 1849 arcyksiążę Karol Salwator, mając 10 lat, otrzymał tytuł „pierwszego rotmistrza” pułku.
W latach 1886–1894 sztab pułku razem z kadrą zapasową stacjonował w Przemyślu, 1 dywizjon w Radymnie (od 1891 w Przemyślu, od 1893 ponownie w Radymnie). 2 dywizjon w Przemyślu (od 1891 w Radymnie, od 1893 ponownie w Przemyślu). Pułk wchodził w skład 5 Brygady Kawalerii.
W latach 1873–1892 służbę w pułku pełnił rotmistrz Adolf Odkolek von Augezd, znany jako konstruktor karabinu maszynowego Odkolek będącego prototypem francuskiego karabinu maszynowego Hotchkiss Mle 14.
W latach 1895–1898 pułk stacjonował w garnizonie Jarosław i nadal wchodził w skład 5 Brygady Kawalerii. Kadra zapasowa pułku pozostała w Przemyślu.
W 1898 pułk został przeniesiony do Rzeszowa i włączony w skład 14 Brygada Kawalerii, natomiast kadra zapasowa nadal stacjonowała w Przemyślu.
W 1900 2 dywizjon został przeniesiony z Rzeszowa do Dębicy.
W latach 1900–1914 pułk stacjonował na terytorium 10 Korpusu (sztab pułku razem z 1. dywizjonem w Rzeszowie, 2 dywizjon w Dębicy, a kadra zapasowa w Przemyślu). Obowiązki komendanta kadry zapasowej sprawowali: por. Karl Wogkowsky von Wogkow (1887), rtm. Johann Rezniček (1887–1891), rtm. Rudolf Maschke (1893–1897), rtm. Gottfried Rodt (1897–1901), rtm Eugeniusz von Puchalski (1901–1905), rtm./mjr Zdzisław Kostecki (1905–1911) mjr/ppłk Friedrich Roeszler (1911–1913) i mjr Piotr Miłaszewski (od 1913). Ponadto służbę w pułku pełnili: Kazimierz Jachimowski, August Krasicki, Adam Nałęcz Nieniewski, Józef Pomiankowski i Henryk Prek oraz lekarz pułkowy 2. klasy dr Rudolf Kułakowski (do 1908).
Do 1914 pułk wchodził w skład 14 Brygady Kawalerii.
Swoje święto pułk obchodził 29 października, w rocznicę bitwy pod Calderio stoczonej w 1805 roku.
Żołnierze nosili czapki cesarskożółte, guziki srebrne.
W czasie I wojny światowej w szeregach pułku walczyli m.in. podpułkownik Adam Kiciński, majorowie Stefan Cieński, Filip Kochański, Jan Kubin i Oldrich Vaśku, rotmistrzowie Ryszard Gieszkowski-Wolff-Plottegg, Jan Kanty Olszewski i Stanisław Riess de Riesenhorst oraz porucznicy Władysław Chwalibogowski, Włodzimierz Łączyński, Stanisław Srokowski i Oskar Stetkiewicz.
18 listopada 1918 generał Bolesław Roja polecił rotmistrzowi Ryszardowi Gieszkowskiemu-Wolff-Plottegg zorganizować Pułk Ułanów Ziemi Rzeszowskiej w Rzeszowie (1. i 2. szwadron) i w Jarosławiu (3. szwadron). Na stanowisko dowódcy 3. szwadronu został wyznaczony rotmistrz Stanisław Riess de Riesenhorst. Pułk miał być organizowany na bazie c. i k. pułków ułanów nr 3 i 6.

## Skład etatowy
- Komenda
- 2 dywizjony a. 3 szwadrony a. 117 ułanów
- kadra zapasowa (niem. Ersatzkader)
- pluton pionierów
- patrol telegraficzny

Pełny etat: 37 oficerów i 874 podoficerów i żołnierzy.

## Komendanci pułku
- płk Stanisław von Kowalski (1885)
- ppłk / płk Emil Rubner (1886–1890)
- płk Hermann Salm-Hoogstraeten (1890–1895 → komendant 14 Brygady Kawalerii)
- płk Hugo de Balthazar (1895–1900[11] → komendant 20 Brygady Kawalerii[24])
- płk Johann Grossmann (1900[25]-1907[13] → komendant 15 Brygady Kawalerii[26])
- płk Rudolf Krauszler (1907[14] – 1912 → komendant 2 Brygady Kawalerii Obrony Krajowej)
- płk Aleksander Dienstl (1912[27][1] – 1915)
- płk Zdzisław Kostecki (1915-1917)
- płk Franz Balzar (1918)